# 사랑과 죽음의 방정식
사랑과 죽음의 방정식(李米的猜想, The Equation Of Love And Death)은 중국에서 제작된 조보평 감독의 2008년 범죄, 드라마, 멜로/로맨스 영화이다. 저우쉰 등이 주연으로 출연하였고 슈 샤오밍 등이 제작에 참여하였다.

## 출연

### 주연
- 저우쉰
- 덩차오

### 조연
- 장한위
- 왕바오창